# فيسر لطائرات
فيسر لطائرات، المعروفة باسم Weserflug، شركة تصنيع طائرات في ألمانيا.

## التاريخ
تأسست الشركة في عام 1934 كشركة تابعة لشركة بناء السفن والآلات الألمانية. بدأ الإنتاج في ذلك العام في برلين تمبلهوف وفي بريمن.
في عام 1935، أصبح الدكتور Adolf Rohrbach المدير الفني لمصنع Weserflug جديد في Lemwerder، بالقرب من بريمن، والذي افتتح في عام 1936. وقال انه تم العمل على أفكار لإقلاع وهبوط عمودي الطائرات منذ عام 1933، وضعت الآن منهم أكثر من ذلك.
دبلوم. -إنهاء. طور سيمون في عام 1938 طائرة VTOL تعميد P1003 / 1. كان لديها مراوح قطرها 4 أمتار تدور بين أفقي ورأسي، ويمكن أن تطير حتى 650 كم / ساعة. تستخدم طائرة بوينج V-22 اوسبري 1989 نفس المفهوم. يتطلب تروسًا معقدًا جدًا لإمالة الأجنحة دون تغيير القوة للمراوح.

### الحرب العالمية الثانية
خلال الحرب العالمية الثانية كانت Weserflug مصنع آخر في لغنيتسا. قامت ببناء قاذفات يو 188 ويو 388، أحدها على قيد الحياة في المتحف الوطني للطيران والفضاء في واشنطن العاصمة.
ربما توقعت نهاية الحرب، انتقلت إدارة Weserflug في عام 1944 من برلين إلى Hoykenkamp 15   على بعد كم غرب بريمن. استولت على المباني التي سبق أن استخدمها فوك-أتشيليس. 
خلال 1940-1950، بنى Weserflug 5215 يونكرز يو 87 طائرات في تمبلهوف. قام هذا المصنع أيضًا ببناء مقاتلات فوك وولف فو 190. تم استخدام العمل الجبري. في 20 أبريل 1944، كان 2،103 من 4،151 من عمال تمبلهوف من عمال السخرة الأجانب.
تم تصنيع طائرات يو 86 في Lemwerder.

### بعد الحرب
في نهاية الحرب، توقف إنتاج جميع الطائرات في ألمانيا لعدة سنوات. في عام 1948، تم تعيين أمين، هورست جانسون، لجمع أصول شركة Weser AG ، التي ينتمي إليها Weserflug. كان مسؤولاً عن بعض عمليات إعادة التصنيع بعد الحرب في بريمن، مثل إعادة تنشيط صناعة بناء السفن، وانضم إلى مجلس إدارة Weser AG. تم حظر إنتاج الطائرات الآلية في ألمانيا من عام 1945 حتى عام 1955.

## الطائرات
- 271
- Weserflug WP 1003